# Антарктическа риба
Антарктически риби са всички видове риби, които живеят в географския регион Антарктика. В антарктическите морета живеят повече от 150 вида. Антарктическите риби са приспособени изключително добре към най-ниските температури на водата, които изобщо могат да съществуват в морето.

## Придънни риби
Разред Perciformes – Костуроподобни
- Семейство Nototheniidae – Антарктически трески
  - Notothenia rossi – Антарктическа треска
  - Notothenia giberrifrons
  - Notothenia coriiceps
  - Notothenia angustata
  - Paranotothenia magellanica
  - Trematomus bernacchii
  - Trematomus borchgrevinki
  - Trematomus nicolai
  - Trematomus scotti
  - Trematomus hansoni
  - Dissostichus mawsoni – Антарктически костур
  - Dissostichus eleginoides
  - Pleuragramma antarcticum – Антарктическа херинга
- Семейство Artedidraconidae
  - Histiodraco velifer
  - Dolloidraco longedorsalis
- Семейство Bathydraconidae – Антарктически драконови риби
  - Bathydraco nudiceps
  - Bathydraco macroleois
  - Gymnodraco acuticeps
  - Psilodraco brevilepis
  - Prionodraco evansi
  - Racovitzia harrisoni
- Семейство Harpagiferidae
  - Harpafiger georgianus
- Семейство Channichthyidae – Белокръвни риби
  - Champsocephalus gunnari
  - Pseudochaenichthys georgianus
  - Channichthys rhinoceratus
  - Chaenocephalus aceratus
  - Chionodraco kathleenae
  - Cryodraco antarcticus
  - Dacodraco hunteri
  - Pagetopsis macroptenes
  - Neopagetopsis ionah

## Риболов
Обект на търговски риболов са около 11 вида риби. Най-много се ловят антарктическата треска и белокръвните риби Champsocephalus gunnari и Channichthys rhinoceratus. Белокръвните риби (ледена риба) са наричани така защото нямат хемоглобин в кръвта която изглежда като прозрачна или леко жълтеникава плазма, както и миоглобин  Главни риболовни райони са Южното Антилско море и о. Кергелен.